# Francesco Nomis di Valfenera e Castelletto
Francesco Nomis, conte di Valfenera e Castelletto (Torino, 3 gennaio 1641 – Torino, 5 agosto 1715) è stato un politico italiano, diverse volte sindaco di Torino tra il 1678 e il 1713.

## Biografia
Era figlio del politico e diplomatico Lorenzo e di Maria Muratore.
Laureato in giurisprudenza, sposò Bartolomea Maria Cacherano (1641-1728), ed ebbe dieci figli. Nessuno dei suoi figli maschi arrivò all'età adulta.
Fu nominato sindaco di Torino nel 1678, 1691, 1695, 1706 e 1713.
La città gli ha intitolato una via nella borgata Vittoria, in ricordo del suo operato durante l'assedio di Torino del 1706.